# ストームウォッチ〜北海油田の謎
『ストームウォッチ〜北海油田の謎』（原題：Stormwatch）は、イギリスのプログレッシブ・ロック・バンド、ジェスロ・タルが1979年に発表した12作目のスタジオ・アルバム。『神秘の森〜ピブロック組曲』（1977年）、『逞しい馬』（1978年）に続く「フォークロック三部作」の最終作と位置付けられている。

## 背景
ジョン・グラスコックは健康上の問題により本作のレコーディングに全面参加できず、「オリオン星座」、「フライング・ダッチマン」、「エレジー」の3曲でベースを弾くにとどまり、残りの曲ではイアン・アンダーソンがベースも兼任した。アンダーソンは後年、「このレコードには、バリー（バリモア・バーロウ）が残した最高の名演が幾らか入っている」「私がベースを弾いたことで、私とバリーの間には、それまでになく強い音楽的な絆が生まれた」「もちろん、ジョンが健康な状態でレコーディングに全面参加できれば、もっと嬉しかったんだけどね」とコメントしている。なお、最終的にグラスコックの体調は回復せず、本作のリリース後に死去しており、バンドは後任の正式ベーシストとして、フェアポート・コンヴェンションのメンバーとしても知られるデイヴ・ペグを迎えた。しかし、バーロウは親友であったグラスコックの死に打ちひしがれ、本作に伴うツアーの終了後にバンドを脱退した。
アンダーソンは、イギリスやノルウェーなどが開発を進めていた北海油田に関心を抱いており、本作に収録された「北海油田」だけでなく、「ブロードフォード・バザール」（未発表音源集『ナイトキャップ-アンリリースド・マスターズ1973年〜1991年-』が初出）という曲でも北海油田を歌っている。「ダン・リンギル」には、テームズTVの気象予報士フランシス・ウィルソンがスポークン・ワードで参加しており、そのフレーズは本作のジャケットにも印刷された。「エレジー」は、デヴィッド・パーマーが自身の父に捧げたインストゥルメンタルである。

## 反響・評価
全英アルバムチャートでは4週トップ100入りするが、最高位は27位に終わり、バンドのスタジオ・アルバムとしては『ロックンロールにゃ老だけど死ぬにはチョイと若すぎる』（1976年）以来3年ぶりに、全英トップ20入りを逃す結果となった。アメリカのBillboard 200では、1979年11月10日に最高22位を記録した。
ノルウェーのアルバム・チャートでは2週連続で15位を記録し、合計12週トップ40入りした。ドイツのアルバム・チャートでは、オリジナル・リリース当時は8週トップ50入りし、最高28位を記録した。
Bruce Ederはオールミュージックにおいて5点満点中2点を付け「ここに来てアンダーソンの閃きは枯渇したようで、彼が書いた歌詞の題材は、環境問題に対する懸念や、闇雲な社会批評にまで及んでいる」「インストゥルメンタルの"Warm Sporran"を別とすれば、アンダーソンのフォーク的な作曲能力の源泉も枯れてしまったことが示されている」と評している。

## リイシュー
2004年発売のリマスターCDには、4曲のボーナス・トラックが追加された。「ア・スティッチ・イン・タイム」は1978年11月リリースのシングルA面曲、「クロスワード」と「ケルピー」は本作のためのセッションで録音されたアウトテイクで、「キング・ヘンリーズ・マドリガル」は新ベーシストのデイヴ・ペグが参加した初音源に当たり、1979年11月にEP『ホーム』のカップリング曲として発表された。
2019年に発売された40周年記念エディション『Stormwatch: 40th Anniversary Force 10 Edition』は、4枚のCDと2枚のDVD-Audioから成る内容で、CD1はオリジナル盤のスティーヴン・ウィルソン・リミックス、CD2は未発表曲やアウトテイクなどを含むボーナス・ディスク、CD3とCD4は1980年3月6日に行われたオランダ公演のライブ音源を収録している。このヴァージョンは、ドイツのアルバム・チャートではオリジナル・リリース時を上回る8位に達した。

## 収録曲
特記なき楽曲はイアン・アンダーソン作。5. 10.はインストゥルメンタル。
1. 北海油田 "North Sea Oil" – 3:12
2. オリオン星座 "Orion" – 3:58
3. ホーム "Home" – 2:46
4. ダーク・エイジズ "Dark Ages" – 9:13
5. 防寒具スポラン "Warm Sporran" – 3:33
6. サムシングス・オン・ザ・ムーヴ "Something's on the Move" – 4:27
7. 年老いた妖怪達 "Old Ghosts" – 4:23
8. ダン・リンギル "Dun Ringill" – 2:41
9. フライング・ダッチマン "Flying Dutchman" – 7:46
10. エレジー "Elegy" (David Palmer) – 3:38

### 2004年リマスターCDボーナス・トラック
1. ア・スティッチ・イン・タイム "A Stitch in Time" – 3:40
2. クロスワード "Crossword" – 3:38
3. ケルピー "Kelpie" – 3:37
4. キング・ヘンリーズ・マドリガル "King Henry's Madrigal" (Traditional) – 2:59

## 参加ミュージシャン
- イアン・アンダーソン - ボーカル、フルート、アコースティック・ギター、ベース
- マーティン・バー[注釈 1] - エレクトリック・ギター、マンドリン、クラシック・ギター
- ジョン・エヴァン - ピアノ、オルガン
- バリモア・バーロウ - ドラムス、パーカッション
- デヴィッド・パーマー - シンセサイザー、オルガン、オーケストラ・アレンジ
- ジョン・グラスコック - ベース(on #2, #9, #10)

アディショナル・パーソネル
- フランシス・ウィルソン - スポークン・ワード